# Hán Chất Đế
Hán Chất Đế (chữ Hán: 漢質帝; 138 – 146), tên thật là Lưu Toản (劉纘), là vị Hoàng đế thứ 10 của nhà Đông Hán, và là hoàng đế thứ 25 của nhà Hán trong lịch sử Trung Quốc, ở ngôi từ năm 145 đến năm 146.

## Thân thế
Hán Chất Đế sinh năm 138, là chút của Hán Chương Đế. Cha Lưu Toản là Bột Hải Hiếu vương Lưu Hồng, mẹ là Trần phu nhân.
Từ thời Hán Thuận Đế, ngoại thích họ Lương đã nắm quyền thao túng triều đình. Khi Xung Đế mới lên ngôi, Lương Thái Hậu và Đại tướng Lương Ký đã mật cho bàn việc đón ông vào cung, phong làm Bình Hầu. Sau khi Xung Đế chết sớm, Lương Ký lập Lưu Toản lên ngôi, tức là vua Hán Chất Đế. Lúc đó ông mới lên 8 tuổi.

## Họa quyền thần
Chất Đế tuy nhỏ tuổi nhưng khá thông minh. Biết sự chuyên quyền của Lương Ký, ông từng chỉ tay vào mặt Ký nói trước mặt quần thần:
Ngươi là ông tướng ngang ngược!
Lương Ký nghe vậy rất tức giận và lo sợ sau này vua lớn sẽ hại mình, vì vậy Ký mưu giết Chất Đế.
Tháng 6 năm 146, Lương Ký sai người bỏ thuốc độc vào bánh để hại vua. Chất Đế ăn phải bánh có độc và qua đời, lúc đó mới lên 9 tuổi. Ông được chôn ở Tĩnh Lăng, thuỵ hiệu là Hiếu Chất hoàng đế, thường được gọi là Hán Chất Đế.
Chất Đế chỉ làm vua được hơn 1 năm. Trong thời gian ở ngôi, Chất Đế dùng 2 niên hiệu là:
- Vĩnh Gia (永熹 145) [2]
- Bản Sơ (本初 146).

Lương Ký lập em rể mình là Lưu Chí lên ngôi, tức là Hán Hoàn Đế.